# Zakrament svetega reda
Zakrament svetega reda je krščanski zakrament, pri katerem dobi kandidat Božjo milost za opravljanje duhovne službe v Cerkvi.
Zakrament se podeljuje s polaganjem rok, zato se imenuje tudi hirotonija (grško: starogrško χειροτονια [hirotonia] - polaganje rok). 
Zakrament ima tri stopnje:
- diakonsko posvečenje (diakonat)
- duhovniško posvečenje (prezbiterat)
- škofovsko posvečenje (episkopat) [1]

Oseba, ki je posvečena v škofa, prejme v polnosti zakrament svetega reda.
Zakrament posvečenja lahko podeljuje samo škof, nadškof ali kardinal (teoretično tudi papež), torej tisti, ki je sam že prejel najvišjo stopnjo posvečenja. 
V Rimskokatoliški in v pravoslavnih Cerkvah je duhovniško posvečenje rezervirano samo za moške, V Anglikanski cerkvi pa posvečujejo tudi ženske duhovnice. Tudi večina ostalih protestantskih Cerkva pozna moško in žensko duhovništvo, vendar postavitve duhovnika večinoma ne štejejo za zakrament.
Številne krščanske skupnosti postavljajo kot pogoj za duhovniško posvečenje neporočenost oz. celibat.

## Diakonsko posvečenje
Najnižja stopnja svetega reda se imenuje diakonsko posvečenje ali diakonat. Prejemnik te stopnje posvečenja postane diakon in lahko izvaja nekatera osnovna bogoslužna opravila: lahko vodi besedno bogoslužje, obhaja vernike, krščuje, podeljuje blagoslove. V Rimskokatoliški cerkvi lahko opravlja tudi cerkvene poroke.
Diakonsko posvečenje lahko (v katolištvu in v pravoslavju) prejme tudi moški, ki je že poročen. V katolištvu to pomeni, da mora ostati stalni diakon in ne more postati duhovnik, saj je za duhovnike-mašnike obvezen celibat. Diakonsko posvečenje je pogosto le prva stopnja v posvetitvi za duhovnika.

## Duhovniško posvečenje
Druga stopnja svetega reda se imenuje duhovniško posvečenje ali prezbiterat. Prejemnik te stopnje posvečenja postane duhovnik oziroma prezbiter in lahko izvaja vsa glavna bogoslužna opravila: vodi sveto mašo in podeljuje vse zakramente, razen duhovniškega posvečenja. Sveto birmo lahko podeljuje samo z izrecnim škofovim dovoljenjem.
Duhovnik lahko opravlja različne službe (ki pa ne štejejo kot različne stopnje posvečenja), na primer: župnik (vodja župnije), kaplan (župnikov pomočnik), dekan (predstojnik dekanije) ...

## Škofovsko posvečenje
Najvišja stopnja zakramenta se imenuje škofovsko posvečenje ali episkopat. Primerne kandidate za škofe predlagata škofovska konferenca in apostolski nuncij, predloge pa obravnava Kongregacija za škofe. Vsakega škofa v rimskokatoliški cerkvi imenuje papež. To dokazuje tudi posebna listina, imenovana papeška bula, ki jo prejme novoimenovani škof in mora biti javno prebrana ob samem škofovskem posvečenju.
S prisego zvestobe novi škof na poseben način obljubi, da bo vselej deloval v soglasju s papežem, in to pogosto v navzočnosti apostolskega nuncija, ki v posamezni državi predstavlja povezavo s papežem. Prisega v praksi pomeni, da novi škof ne bo deloval v nasprotju s papežem in cerkvenim naukom, ter da bo vestno izpolnjeval naloge in poslanstvo, ki ga ima kot škof, tj. da bo skrbel za vse ljudi v svoji škofiji, tako za duhovnike, diakone, redovnike in redovnice ter laike. 
Prejemnik te stopnje posvečenja postane škof. To pomeni, da ima v Cerkvi vlogo voditelja in nadzornika ter je duhovnikom in diakonom hierarhično nadrejen. Škof tudi podeljuje zakramente, npr. zakramenta svete birme in svetega reda.
Škof opravlja različne službe (ki pa ne štejejo kot različne stopnje posvečenja), lahko je na primer: škof ordinarij, nadškof, metropolit, pomožni škof, kardinal, papež...

## Nižje cerkvene službe
V Cerkvi obstajajo tudi nekatere nižje službe, na primer: bralec Božje besede, delivec obhajila, mežnar in podobno. Po mnenju Rimskokatoliške Cerkve zdaj za te službe ni potreben zakrament posvečenja. V Pravoslavju podeljujejo za ta namen posvečenje nižje stopnje - subdiakonat (v preteklosti je to veljalo tudi v Rimskokatoliški Cerkvi).